# Alps (film)
Alps (Alpeis) è un film del 2011 diretto da Yorgos Lanthimos.
Ambientato ad Atene, il film segue un paramedico, un'infermiera, una ginnasta e il suo allenatore che impersonano sotto compenso persone appena defunte per aiutarne i congiunti ad elaborare il lutto.
Ha vinto l'Osella d'oro alla 68ª Mostra internazionale d'arte cinematografica di Venezia.

## Trama
Il film si apre con la coreografia di una ginnasta, osservata da quello che pare essere il suo allenatore. Conclusi i suoi passi, chiede di eseguire qualcosa di più pop, ma il maestro non acconsente, minacciandola. Intanto una giovane tennista rimane vittima di un tragico incidente d'auto e mentre viene trasportata in ospedale in ambulanza, il soccorritore inizia a farle quelle che sembrano semplici ed innocue domande, favorendo la nascita di un rapporto di conoscenza tra la ragazza (una giovane tennista) e l'infermiera che la segue, al solo fine di estrapolare informazioni sulla personalità, i gusti e il carattere. Dopo la dipartita della ragazza l'infermiera si offrirà, dietro compenso, di impersonarla per i genitori distrutti dal dolore che accettano.
Nel frattempo si delinea quello che è il gruppo Alps, quattro persone, la ginnasta, il paramedico, l'allenatore e l'infermiera, che si propongono come surrogati di appena defunti per alleggerire il dolore dei cari. L'infermiera però mente sul decesso della tennista, assicurando al gruppo che si riprenderà presto, poiché il ruolo della giovane deceduta sarebbe dovuto andare alla ginnasta. Viene successivamente mostrata una panoramica di diverse situazioni in cui i componenti del gruppo interpretano surrogati per varie altre persone: un'anziana signora cieca, un venditore di lampadari probabilmente rimasto vedovo di una canadese, ed un anziano signore che parrebbe essere il padre dell'infermiera.
Una sera l'infermiera torna nella palestra degli incontri e trova la ginnasta che si sta impiccando con delle corde da allenamento, riuscendo però infine a salvarla, consolandola dicendo che sarebbe stato un vero peccato perdere una così brava ginnasta. Successivamente l'infermiera / tennista si trattiene per troppo tempo dai genitori della defunta perdendo così uno dei soliti incontri di Alps, destando dunque i sospetti del soccorritore / Monte Bianco che scopre poco più tardi della menzogna dell'infermiera, cacciandola brutalmente fuori dal gruppo.
L'infermiera, oramai distrutta, ed incapace di riconoscere le parti interpretate dalla vita reale cerca di sedurre il proprio padre per poi ritornare a casa della tennista, dove viene cacciata dai genitori oramai stufi della presenza di questa estranea che rappresenta solo un mero surrogato della loro figlia. Il film si conclude con la medesima coreografia della ginnasta, questa volta con sottofondo musicale pop, che riesce finalmente a compiere tutti i passi alla perfezione, dopodiché ringrazia il maestro dicendogli che è il migliore del mondo, con un tono quasi distaccato, lasciando dunque il dubbio che anche lei abbia interpretato un surrogato per l'allenatore per tutto questo tempo.

## Distribuzione
Il film è stato presentato in anteprima il 3 settembre 2011 in concorso alla 68ª Mostra internazionale d'arte cinematografica di Venezia. È stato distribuito nelle sale cinematografiche greche da Feelgood Entertainment a partire dal 27 ottobre dello stesso anno.
In Italia il film è stato distribuito nelle sale da Phoenix International Film il 28 dicembre 2016, a più di 5 anni dalla sua uscita. Ha avuto inoltre una seconda distribuzione nelle sale cinematografiche italiane il 17 settembre 2020, poco dopo l'uscita in Italia di Dogtooth dello stesso Lanthimos, distribuito da Lucky Red.

## Riconoscimenti
- 2011 - Mostra internazionale d'arte cinematografica di Venezia[1]
  - Osella d'oro a Yorgos Lanthimos e Euthymīs Filippou
  - In competizione per il Leone d'oro al miglior film